# A Pet of the Cairo Zoo
Pour plus de détails, voir Fiche technique et Distribution.
A Pet of the Cairo Zoo est un documentaire américain sorti en 1912, réalisé par Sidney Olcott. Tourné au zoo du Caire, en Égypte, durant l'hiver 1912.

## Fiche technique
- Réalisation : Sidney Olcott
- Scénario :
- Production : Kalem
- Photographie : George K. Hollister
- Décors :
- Longueur :
- Date de sortie : 1912
- Distribution :